# Hetereleotris readerae
Hetereleotris readerae är en fiskart som beskrevs av Douglass Fielding Hoese och Helen K. Larson 2005. Hetereleotris readerae ingår i släktet Hetereleotris och familjen smörbultsfiskar. Inga underarter finns listade i Catalogue of Life.